# Chioninia fogoensis
Chioninia fogoensis (санту-антанський сцинк) — вид сцинкоподібних ящірок родини сцинкових (Scincidae). Ендемік Кабо-Верде.

## Поширення і екологія
Санту-антанські сцинки є ендеміком острова Санту-Антан в групі островів Барлавенту. Вони живуть в кам'янистих напівпустельних районах, в сухих лісах і чагарникових заростях, трапляються на полях і плантаціях.